# Côte des Squelettes
La côte des Squelettes (en allemand : Skelettküste, en anglais : Skeleton Coast) est la partie nord de la côte Atlantique de la Namibie, au sud de l'Angola, à partir du fleuve Kunene au sud jusqu'au fleuve Swakop. Son nom est parfois utilisé pour décrire l'ensemble de la côte du désert du Namib.

## Toponymie
Le nom Skeleton Coast apparait pour la première fois dans le titre du livre de John Henry Marsh paru en 1944 relatant le naufrage du Dunedin Star. Depuis le succès du livre, Skeleton Coast est devenu le nom officiel de la côte et apparait dans beaucoup de cartes aujourd'hui.
Cette côte est originellement nommée ainsi car les plages étaient jonchées de carcasses de baleines tuées par les chasseurs ainsi que de squelettes de phoques. Elle est aussi associée à l'image effrayante des naufrages de navires ou d'échouages de bateaux dans le brouillard. On y voit quelques épaves de navires échoués et partiellement recouvertes par le sable.
Les Bochimans dénomment la zone "le Pays que Dieu a créé un jour de colère".

## Histoire
La zone est protégée par le parc national de Skeleton Coast créé en 1971 et s'étend sur 16 845 km2 (500km de long sur 40 de large).

## Géographie

### Topographie
La côte est constituée de sable souple occasionnellement entrecoupé par des affleurements de pierres. La section méridionale consiste en une plaine de gravier et, au nord de Terrace Bay, le paysage est dominé par de hautes dunes de sable.

### Climat
Sur la côte, la remontée du courant froid de Benguela donne naissance, la plus grande partie de l'année, à un brouillard dense sur l'océan, appelé cassimbo par les Angolais. Les vents soufflent de la terre vers la mer, les précipitations excèdent rarement 10 millimètres annuellement et le climat est hautement inhospitalier. Des vagues puissantes déferlent de façon constante sur les plages. Avant l'arrivée des bateaux à moteur, il était impossible d'y accoster ou d'y embarquer. La seule façon de quitter la côte consistait alors à traverser un marécage d'une centaine de kilomètres, lui-même seulement accessible à travers un chaud et aride désert.

## Écosystème

### Faune
On y trouve des espèces variées de tortues, tortues vertes, lézards et un certain nombre d'espèces endémiques.
Parmi les espèces rares, la zone est le foyer d'oryx gazelles, de springboks, et de rhinocéros noirs. 300 espèces d'oiseaux, surtout des échassiers, y sont décomptés. Des baleines et dauphins peuplent la côte face aux dunes, dont le dauphin du Cap.
Sur cape Cross, 250 000 otaries à fourrure habitent la zone.

### Flore
La côte des Squelettes compte des espèces endémiques telles que la Welwitschia mirabilis et la Adenia pechuelii.

## Cimetière de bateaux
La côte des Squelettes est parsemée d'épaves échouées, accidents principalement dus aux épaisses brumes qui gagnent régulièrement les côtes. Parmi ces épaves, le Winston (échoué en 1970), le Henrietta (échoué en 1968), le Montrose II (échoué en 1973).
En avril 1999, la Namdeb Diamond Corporation en exploration au large des côtes découvre un navire portugais datant du XVIe siècle et contenant un trésor de $100 millions  en pièces d'or, lingots, défenses d'éléphant, lingots d'étain et de cuivre, et d'armes.

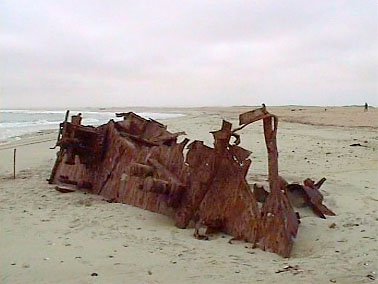
Un des nombreux navires échoués le long de la Skeleton Coast (Dunedin Star).
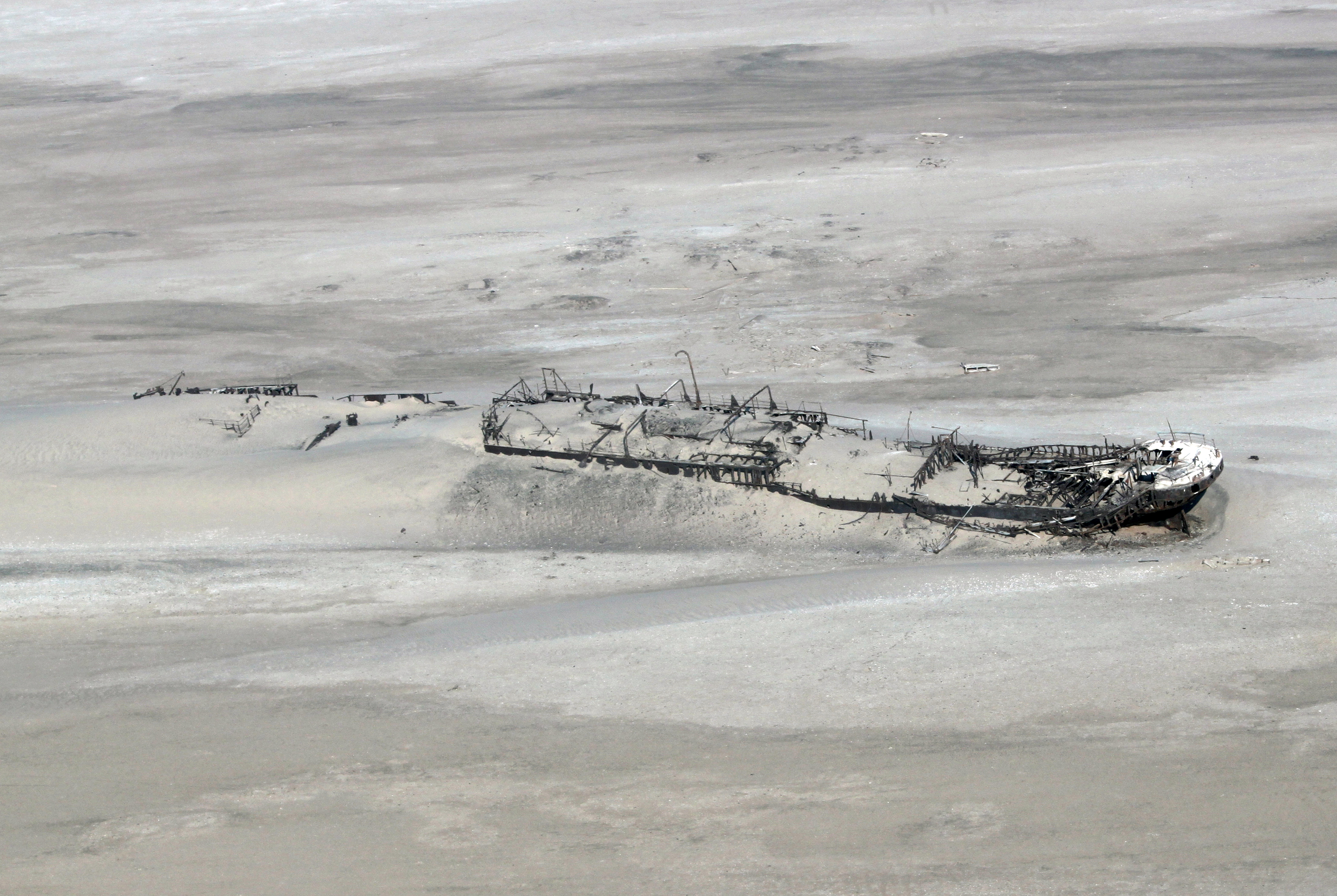
Carcasse du navire Eduard Bohlen.

## Tourisme
La côte des squelettes attire les surfeurs les plus aventureux : Isolement géographique, relief difficile, eaux froides et infestées de requins, courants forts, brouillards épais, et conditions météorologiques imprévisibles. Les surfeurs préfèrent généralement pratiquer autour de Swakopmund et Walvis Bay. Selon le site Magicseaweed.com, la pratique du surf est maintenant interdite sur la côte après que plusieurs surfeurs intrépides n'ont pas respecté les règles de sécurité fixées,.

## Dans la culture populaire
- Côte des Squelettes, chanson de Bernard Lavilliers tirée de son album Causes perdues et musiques tropicales (2010)